# Relaciones Gabón-Venezuela
Las relaciones Gabón-Venezuela se refieren a las relaciones internacionales que existen entre Gabón y Venezuela. Ambos países son miembros de la Organización de Países Exportadores de Petróleo (OPEP).

## Historia
Después de las elecciones presidenciales de Venezuela de 2018, donde Nicolás Maduro fue declarado como ganador, la embajada de Gabón en Guinea Ecuatorial publicó y le envió un comunicado a Venezuela reconociendo los resultados y felicitando a Maduro.[cita requerida]